# Iglesia de Santo Tomás de Villanueva (Benicasim)

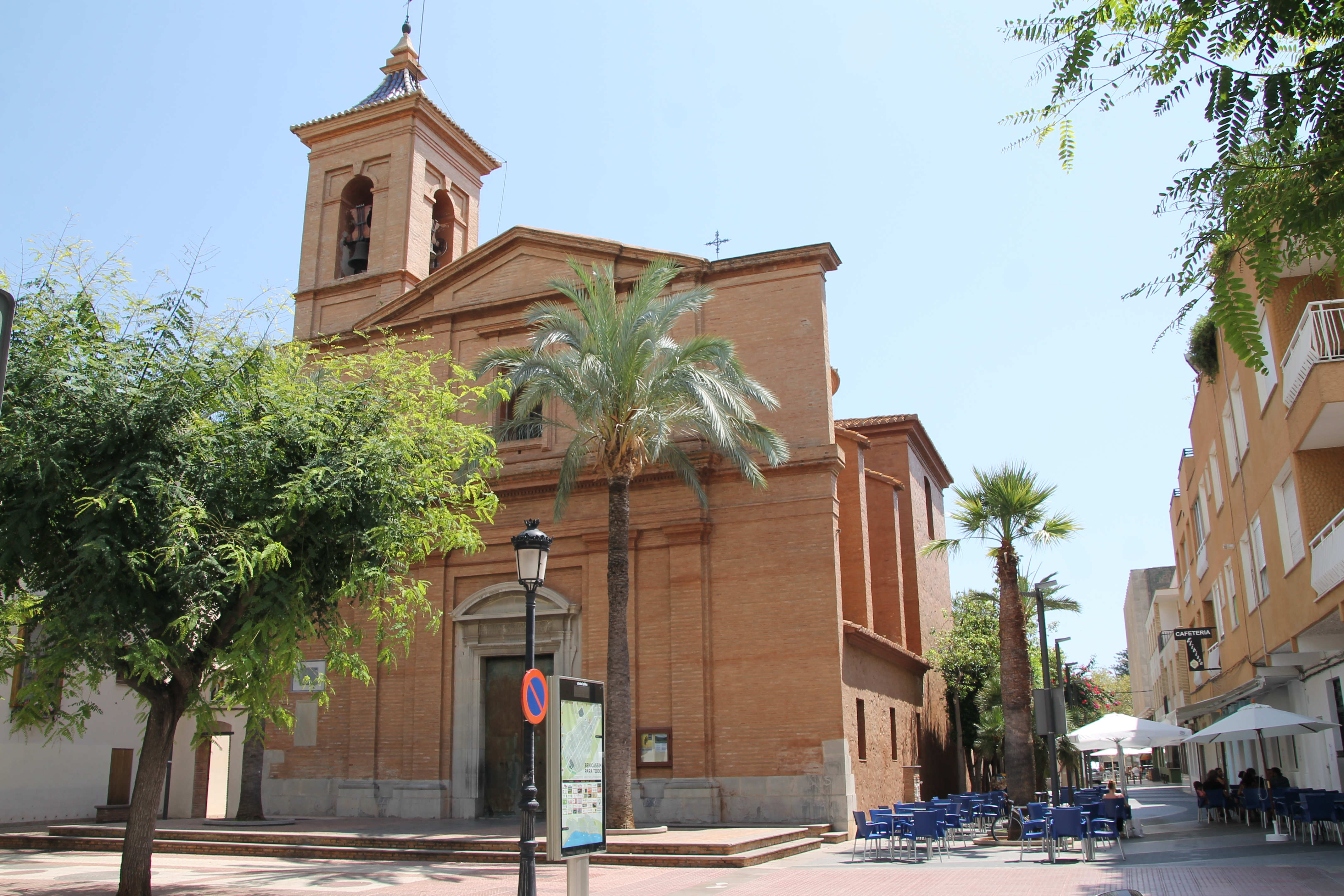
Iglesia de Santo Tomás de Villanueva.

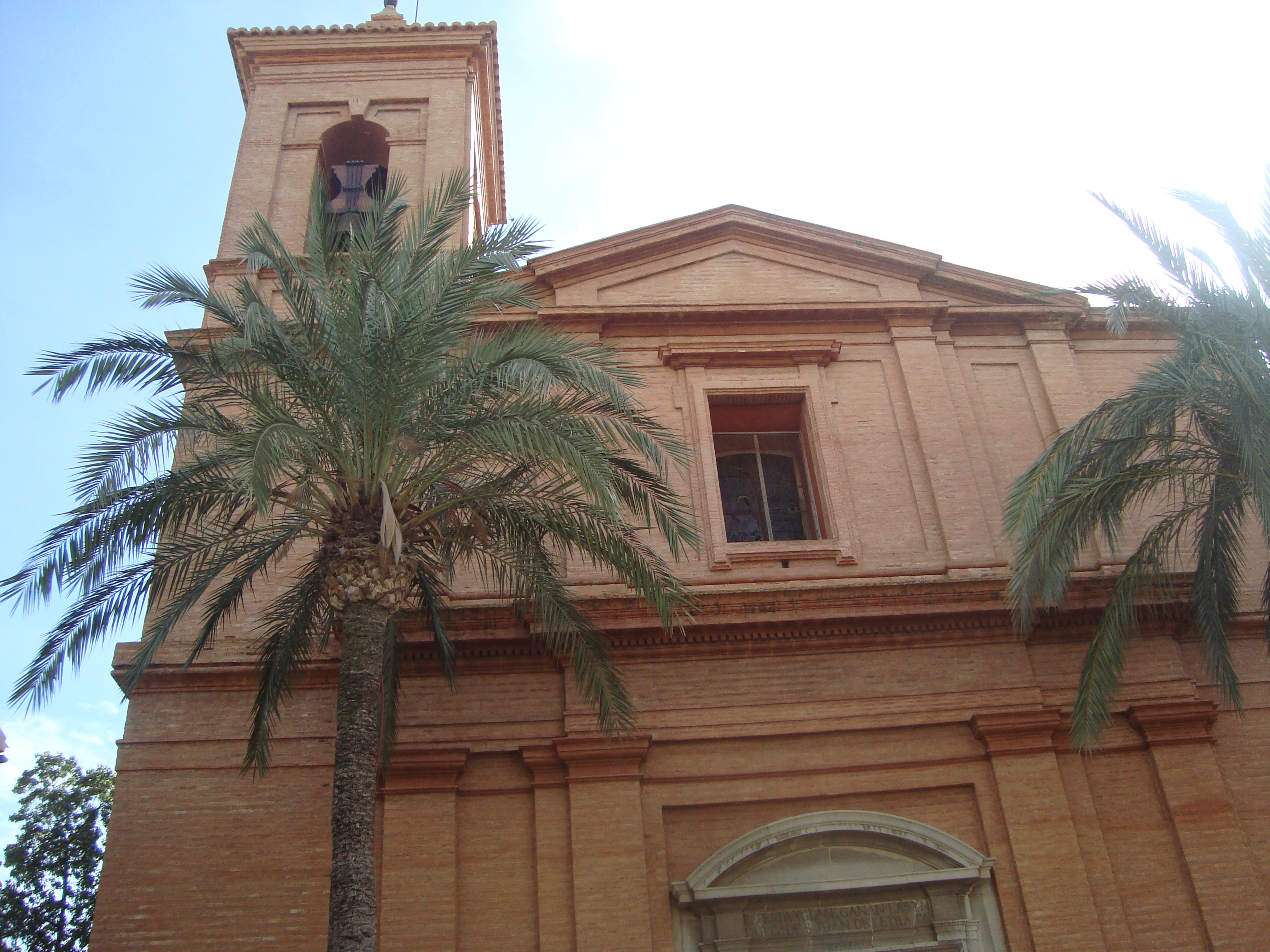
Iglesia Parroquial de Santo Tomás de Villanueva (Benicássim).

La iglesia parroquial de Santo Tomás de Villanueva, situada en el municipio de Benicàssim (Provincia de Castellón, España) es un edificio religioso construido en el siglo XVIII en estilo neoclásico.

## Descripción

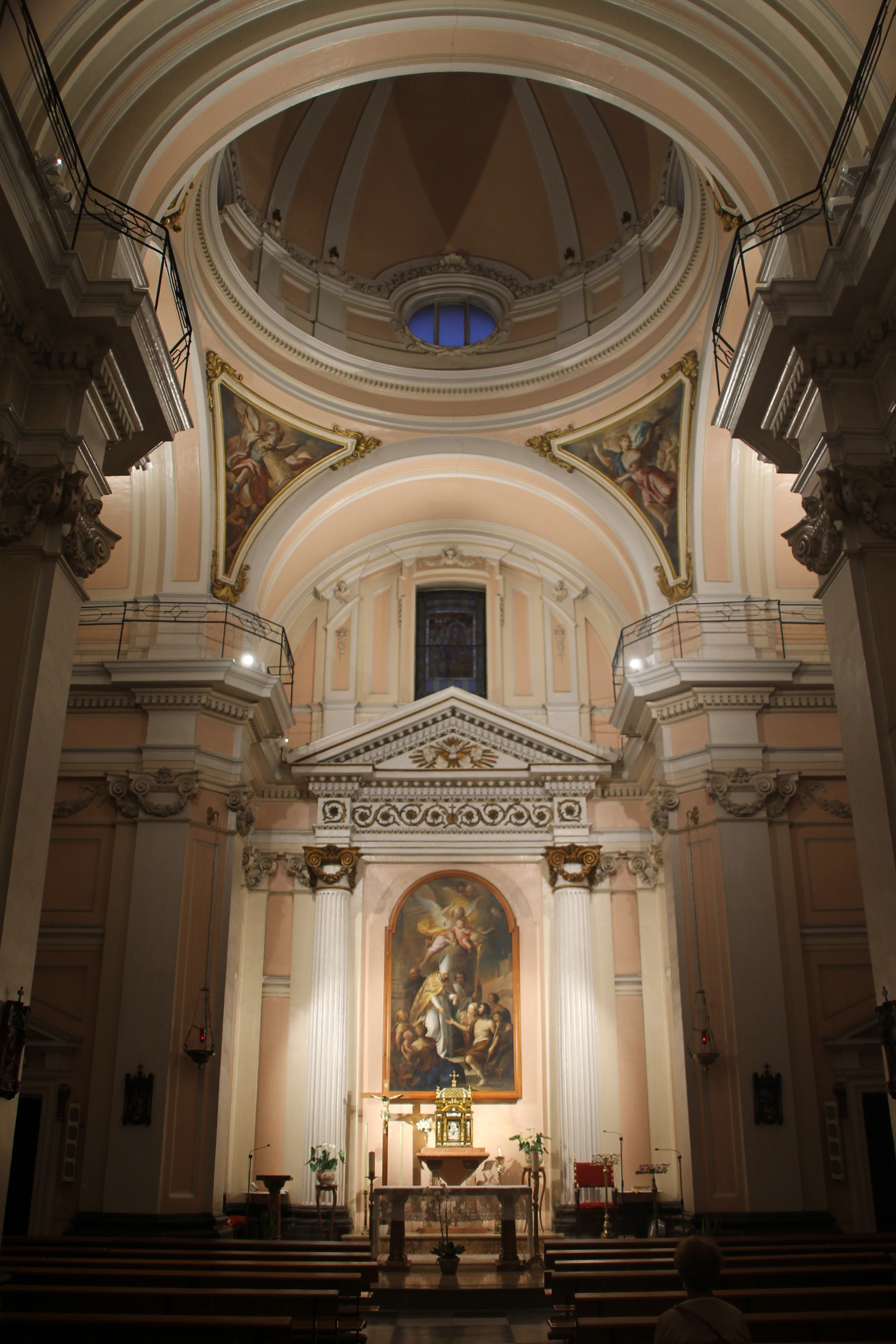
Interior de la parroquia Santo Tomás de Benicàssim.

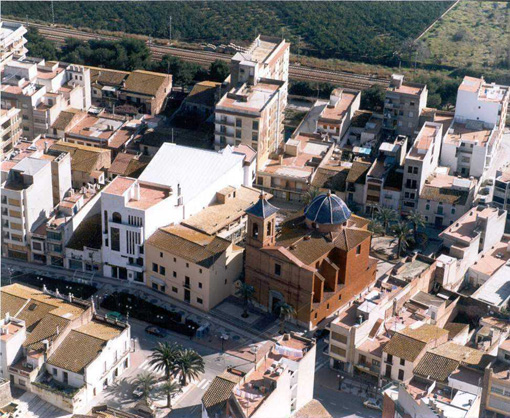
Vista aérea de la Iglesia de Santo Tomás de Villanueva de Benicasim.

Se trata de una iglesia que fue edificada a expensas del ilustrado Francisco Pérez Bayer lo que propicio que a su alrededor se fuesen agrupando casas, siendo la base de la formación de la villa en su actual emplazamiento.
La traza de esta iglesia fue realizada por Joaquín Ibáñez García, arquitecto académico formado en Italia, por lo que su construcción es uno de los primeros ejemplos en Castellón de arquitectura neoclásica. El maestro constructor fue José Bueno. Se inició en 1769, terminándose a finales de 1776. Se dedicó a la advocación de Santo Tomás de Villanueva en noviembre de 1781.  
Al exterior destaca la fachada de composición rectangular, estructurada en dos cuerpos. El cuerpo inferior es de mayor altura separados ambos por un entablamento. De rigurosa simetría y proporción se ordena con pilastras dóricas en ambos cuerpos, el inferior tiene en su parte central la portada, mientras que en el superior centra una ventana adintelada. Se remata la fachada por un frontón triangular. En general la fachada tiene una traza clasicista que sigue la corriente académica. En la parte izquierda de la fachada se alza el campanario del que únicamente sobresale el cuerpo de campanas. Cabe destacar del mismo la cubierta a cuatro aguas en forma cóncava con teja árabe. 
La fábrica de la iglesia es de mampostería y sillares en algunas zonas. La cubierta exterior es en la nave central a dos aguas con teja árabe, mientras que en las dependencias anejas, paralelas a la nave central es a un agua también con teja.
La planta es rectangular de una sola nave con forma de cruz latina, pero sin capillas laterales, estas son sustituidas por dependencias anejas. La nave se divide en tres tramos, con crucero y presbiterio con cabecera recta. A los pies de la iglesia en el primer tramo se sitúa el coro alto que comparte el acceso con el campanario. El alzado interior se articula con pilastras con un orden que combina el jónico y el corintio con volutas unidas por guirnaldas, sobre las que se encuentra en entablamento. La nave esta cubierta con bóveda de medio cañón, mientras que el presbiterio con una potente cúpula. Su interior está decorado con obras del pintor segorbino José Camarón Bonanat.